# Султанов, Закир
Закир Султанов (29.06.1923 — 06.04.1983) — командир взвода противотанковых ружей 498-го стрелкового полка, лейтенант. Герой Советского Союза.

## Биография
Родился 29 июня 1923 года в деревне Абдульменево ныне Малопургинский район Удмуртии. Татарин. Член ВКП(б)/КПСС с 1949 года. В 1937 году окончил 6 классов в Малопургинской школе, а затем — Агрызскую школу ФЗУ. С 1940 года работал слесарем на Ижевском машиностроительном заводе.
В ноябре 1942 года добровольно ушёл на фронт, был призван Ижевским горвоенкоматом Удмуртской АССР. В действующей армии — с января 1943 года. Воевал на Центральном, 1-м Украинском и 1-м Белорусском фронтах. В боевых действиях впервые принял участие под Орлом в составе отдельной лыжной бригады автоматчиков. В качестве командира взвода воевал на Орловско-Курской дуге. За бои под Ковелем получил первую награду — медаль «За боевые заслуги».
В 1944 году после окончания курсов младших лейтенантов Закира Султанова назначили командиром взвода ПТР 498-го стрелкового полка 132-й стрелковой дивизии. Отличился при форсировании Вислы.
В январе 1945 года передовые подразделения дивизии вышли к Висле. 15 января лейтенант Султанов в районе севернее села Яблонна-Легионово со взводом участвовал в прорыве обороны противника. В ночь с 15 на 16 января лейтенант Султанов с двумя бойцами по льду переправился на западный берег реки у населённого пункта Чонсткув. Скрытно сделав проход в проволочном заграждении и тщательно разведав расположение сил противника, группа благополучно возвратилась. Затем Султанов той же ночью провёл через проход штурмовую группу в составе бойцов своего взвода и роты автоматчиков 1319-го стрелкового полка. Штурмовая группа внезапно атаковала оборонительную позицию врага, захватила первую траншею и заняла оборону. Перед ними стояла задача — любой ценой удержать захваченный участок земли и прикрыть переправу основных сил через реку.
На десантников обрушился шквальный огонь артиллерии и миномётов, появились бронетранспортёры с пехотой. Бойцы расстреливали машины из противотанковых ружей, прижимали вражескую пехоту к земле огнём из автоматов, пулемётов и винтовок. Затем появились танки. Султанов, применив захваченные в траншее противника «фаустпатроны», подбил два танка. Второй подбитый им танк находился так близко, что после выстрела Султанова и взрыва внутри танка взрывная волна сбила лейтенанта в траншею и засыпала землёй. Его откопали солдаты переправившегося через реку батальона. К вечеру он снова был в строю.
Указом Президиума Верховного Совета СССР от 24 марта 1945 года за образцовое выполнение боевых заданий командования и проявленные при этом мужество и героизм лейтенанту Султанову Закиру присвоено звание Героя Советского Союза с вручением ордена Ленина и медали «Золотая Звезда».
День Победы Закир Султанов встретил в Берлине.
В 1947 году окончил офицерскую школу МВД в Куйбышеве. Работал оперативным уполномоченным в Свердловске и Свердловской области. С 1953 года капитан З. Султанов — в запасе. Жил в городе Херсон, работал в райпродторге. Скончался 6 апреля 1983 года.

## Награды
Награждён орденом Ленина, медалями.

## Память
Его имя увековечено на мемориальной доске работникам машзавода в городе Ижевск, а также в родном районе его именем названа улица селе Малая Пурга (Удмуртская Республика). В городе Ижевске в микрорайоне Чекерил Ленинского района, так же есть улица, названная в честь Закира Султанова.
Имя и портрет Закира Султанова выгравированы на памятном мемориале в Парке Победы в Нижнем Новгороде. Мемориал посвящен фронтовикам – ветеранам Министерства внутренних дел, удостоенных высшей награды Родины.